# Échec au crime (film)
Ne pas confondre avec le programme international Échec au crime.
Pour le film de D. Ross Lederman, voir Échec au crime (film, 1937).
Pour plus de détails, voir Fiche technique et Distribution.
Échec au crime (Within These Walls) est un film américain réalisé par H. Bruce Humberstone et sorti en 1945.

## Fiche technique
- Titre : Échec au crime
- Titre original : Within These Walls
- Réalisation : H. Bruce Humberstone
- Scénario : Eugene Ling, Wanda Tuchock, Coles Trapnell
- Production : 20th Century Fox
- Photographie : Clyde De Vinna, Glen MacWilliams
- Musique : David Buttolph
- Montage : Harry Reynolds
- Durée : 71 min
- Date de sortie: 13 juillet 1945

## Distribution
- Thomas Mitchell : Warden Michael Howland
- Mary Anderson : Anne Howland
- Edward Ryan : Tommie Howland
- Mark Stevens : Steve Purcell
- B.S. Pully : Harry Bowser
- Roy Roberts : Martin 'Marty' Deutsch
- John Russell : Rogers
- Norman Lloyd : Peter Moran
- Harry Shannon : Head Guard 'Mac' McCafferty
- Edward Kelly : Convict Michael Callahan
- Rex Williams : Hobey Jenkins
- Ralph Dunn : Pearson
- Dick Rush : Station agent
- William Halligan : Collins
- Fred Graham : garde
- Joseph E. Bernard : conducteur
- Charles Wagenheim : Joseph Ciesak